# Urartu Erywań
FC Urartu (orm. Ուրարտու Ֆուտբոլային Ակումբ, Futbolayin Akumb Urartu) – ormiański klub piłkarski z siedzibą w stolicy kraju, Erywaniu.

## Historia
Chronologia nazw:
- 1992–1995: Bananc Kotajk (orm. «Բանանց» Կոտայք)
- 2001–2019: Bananc Erywań (orm. «Բանանց» Երեւան)
- od 2019: FC Urartu (orm. Ուրարտու ՖԱ)

FC Urartu został założony 20 stycznia 1992 roku jako Bananc Kotajk i reprezentowała prowincję Kotajk. Bananc to nazwa wioski w Azerbejdżanie, skąd pochodzi jej właściciel Sargis Israeljan.
Od 1992 brał udział w rozgrywkach najwyższej ligi Armenii. W 1995 z powodu kłopotów finansowych zrezygnował z dalszych występów, po czym został połączony z innym klubem z Abowiana Kotajk Abowian.
W 2001 klub został reaktywowany przez byłego właściciela Sargisa Israeljana, ale już w Erywaniu. Klub ponownie startował w Bardsragujn chumb. W 2003 połączył się z Spartakiem Erywań, drugim klubem, właścicielem którego był również Sargis Israeljan. Tak jak Bananc lepiej wystąpił niż Spartak, dlatego klub przyjął nazwę Bananc Erywań. W sezonie 2003/04 debiutował w rozgrywkach europejskich, w Pucharze UEFA.
2 sierpnia 2019 klub zmienił nazwę na Urartu.

## Sukcesy
- Mistrzostwo Armenii:
  - mistrz (2014, 2023)
  - wicemistrz (2003, 2006, 2007, 2010, 2018)
  - 3. miejsce (2002, 2004, 2005, 2019, 2021)
- Puchar Armenii:
  - zdobywca (1992, 2007, 2016)
  - finalista (2003, 2004, 2008, 2009, 2010, 2021/22)
- Superpuchar Armenii: finalista (2005, 2008)

## Europejskie puchary
Legenda do wszystkich tabel:
- Q – runda eliminacyjna, 1/16, 1/8, 1/4, 1/2 – odpowiednia faza rozgrywek, Grupa – runda grupowa, 1r gr – pierwsza runda grupowa, 2r gr – druga runda grupowa, F – finał, R – runda, PO – play-off
- k. – rzuty karne, los. – losowanie, Dogr. – dogrywka, w. – zasada bramek strzelonych na wyjeździe

| Sezon   | Rozgrywki               | Runda | Klub                    | Dom | Wyjazd | Ogólnie     |
| ------- | ----------------------- | ----- | ----------------------- | --- | ------ | ----------- |
| 2003/04 | Puchar UEFA             | Q     | Hapoel Tel Awiw         | 1–2 | 1–1    | 2–3         |
| 2004/05 | Puchar UEFA             | 1Q    | Illicziweć Mariupol     | 0–2 | 0–2    | 0–4         |
| 2005/06 | Puchar UEFA             | 1Q    | Lokomotiwi Tbilisi      | 2–3 | 2–0    | 4–3         |
| 2005/06 | Puchar UEFA             | 2Q    | Dnipro Dniepropietrowsk | 2–4 | 0–4    | 2–8         |
| 2006/07 | Puchar UEFA             | 1Q    | Ameri Tbilisi           | 1–2 | 1–0    | 2–2, w.     |
| 2007/08 | Puchar UEFA             | 1Q    | BSC Young Boys          | 1–1 | 0–4    | 1–5         |
| 2008/09 | Puchar UEFA             | 1Q    | Red Bull Salzburg       | 0–3 | 0–7    | 0–10        |
| 2009/10 | Liga Europy             | 1Q    | Široki Brijeg           | 0–2 | 1–0    | 1–2         |
| 2010/11 | Liga Europy             | 1Q    | Anorthosis Famagusta    | 0–1 | 0–3    | 0–4         |
| 2011/12 | Liga Europy             | 1Q    | Metalurgi Rustawi       | 0–1 | 1–1    | 1–2         |
| 2014/15 | Liga Mistrzów           | 1Q    | FC Santa Coloma         | 3–2 | 0–1    | 3–3, w.     |
| 2016/17 | Liga Europy             | 1Q    | Omonia Nikozja          | 0–1 | 1–4    | 1–5, Dogr.  |
| 2018/19 | Liga Europy             | 1Q    | FK Sarajevo             | 1–2 | 0–3    | 1–5         |
| 2019/20 | Liga Europy             | 1Q    | Čukarički               | 0–5 | 0–3    | 0–8         |
| 2021/22 | Liga Konferencji Europy | 1Q    | NK Maribor              | 0–1 | 0–1    | 0–2         |
| 2023/24 | Liga Mistrzów           | 1Q    | Zrinjski Mostar         | 0–1 | 3–2    | 3–3, k: 3–4 |
| 2023/24 | Liga Konferencji Europy | 2Q    | Farul Konstanca         | 2–3 | 2–3    | 4–6         |
| 2024/25 | Liga Konferencji        | 1Q    | Tallinna Kalev          | 2–0 | 2–1    | 4–1         |
| 2024/25 | Liga Konferencji        | 2Q    | Baník Ostrawa           | 0–2 | 1–5    | 1–7         |
| 2025/26 | Liga Konferencji        | 1Q    | Nioman Grodno           | 1–2 | 0–4    | 1–6         |